# Conjecture de Hilbert-Smith
En mathématiques, la conjecture de Hilbert-Smith concerne les groupes de transformation des variétés ; et en particulier sur les groupes topologiques agissant sur une variété topologique M. La conjecture énonce que tout groupe localement compact agissant continument et fidèlement sur M doit être un groupe de Lie.
Du fait des résultats de structure connus sur le groupe G, il suffit de traiter le cas où G est le groupe additif Zp des entiers p-adiques, pour un certain nombre premier p. Une forme équivalente de la conjecture est que Zp n'a pas d'action fidèle sur une variété topologique.
Les mathématiciens ayant donné leur nom à cette conjecture sont David Hilbert, et le topologue américain Paul Althaus Smith. Elle est considérée par certains comme une meilleure formulation du cinquième problème de Hilbert.
En 1997, Dušan Repovš et Evgenij Ščepin ont prouvé la conjecture de Hilbert-Smith pour les groupes agissant par applications lipschitziennes sur une variété riemannienne, en utilisant les théories des revêtements, de la dimension fractale et de la dimension cohomologique.
En 1999, Gaven Martin a étendu leur argument de la théorie des dimensions aux actions quasi-conformes sur une variété riemannienne, et a donné des applications concernant l'unicité du prolongement analytique des systèmes de Beltrami.
En 2013, John Pardon a prouvé le cas tridimensionnel de la conjecture de Hilbert-Smith.